# Chikhalva
Chikhalva (nep. छिल्खाया) – gaun wikas samiti w zachodniej części Nepalu w strefie Karnali w dystrykcie Kalikot. Według nepalskiego spisu powszechnego z 2011 roku liczył on 749 gospodarstw domowych i 4654 mieszkańców (2349 kobiet i 2305 mężczyzn).